# Guagua Pichincha
Le Guagua Pichincha est un volcan d'Équateur culminant à 4 776 mètres. Situé à une dizaine de kilomètres à l'ouest de la ville de Quito, il domine la capitale du pays.

## Géographie
Il forme avec le Rucu Pichincha (4 696 mètres) un complexe volcanique de 29 km de long. Son cratère mesure 2 km de diamètre et 700 m de profondeur.
Situé plus au sud du Rucu, le Guagua Pichincha est le plus jeune du massif, d’où son nom en quechua, Guagua signifiant « enfant ». Il montre toujours une activité volcanique, au contraire du Rucu, son « vieux » compagnon éteint (en quechua rucu signifie « vieux »).
L’énorme cratère du Guagua Pichincha cassé vers l’ouest, avec son cône éruptif à 700 mètres du bord, les nombreuses fumerolles et les sources thermales démontrent jusqu’à maintenant son état d’activité. Il est considéré comme très dangereux, et est donc étroitement surveillé.

## Éruptions
L'éruption historique la plus puissante s'est produite en 1660. Ce fut une éruption plinienne avec des retombées de ponces et de cendres. Il semble qu’à la suite de cette éruption s’est mis en place le dôme qui se trouve au fond du cratère du Guagua Pichincha. Aucune victime ne fut mentionnée à l’époque, mais elle a recouvert de 30 cm de cendres la ville de Quito, et saupoudré le paysage jusqu'à 1 000 km de distance.
Entre 1660 et 1881, l’activité s’est résumée à des explosions phréatiques rares et irrégulières. Cette activité a repris en 1981 après un siècle de repos complet.
Elle s’est ensuite intensifiée à partir d’août 1998 pour déboucher sur une éruption magmatique en octobre 1999 avec grand dégagement de vapeur d’eau et de cendres qui laissa une nouvelle fois Quito sous les cendres. Après des mois d'activité phréatique intermittente, l'activité du volcan Guagua Pichincha avait dramatiquement augmenté durant les derniers jours de septembre pour déboucher sur deux explosions majeures les 4 et 7 octobre 1999. Le 4 octobre, les explosions phréatiques et de cendres se firent plus fréquentes. Le 5 octobre, un nuage de cendres monta au-dessus de 19 500 mètres d'altitude.
Au matin du 7 octobre, le volcan Guagua Pichincha entra en éruption trois fois. L'explosion la plus importante produisit un spectaculaire nuage de cendres et d'eau bouillante qui monta jusqu'à 12 km au-dessus du cratère. Cette explosion a couvert la capitale de cendres en causant des problèmes respiratoires à beaucoup de ses résidents. Le décès d'au moins une personne fut signalé et plusieurs autres furent blessées à cause de l'inhalation de cendres, ou de l'effondrement de toits pendant leur nettoyage.
Heureusement, le cône actif du Guagua Pichincha est situé sur le bord occidental d'un ancien cône plus élevé qui protège la ville des coulées pyroclastiques. Les conséquences possibles pour la ville de Quito d'éruptions éventuellement encore plus importantes seraient principalement des effets de lahars et des chutes de téphra (produits pyroclastiques).
D'autres éruptions plus anciennes furent reportées en 1566, 1575, 1582 et 1859.

## Activité sismique
Après la période d’éruption de 1999, l’activité du volcan Guagua Pichincha a montré un recul jusqu’à des niveaux bas. Durant l’année 2003 l’activité sismique la plus importante s’est caractérisée par la présence de tremblement monochromatique en bandes régulièrement espacées dans le temps, dont la fréquence était située autour de 2 Hz. Ces épisodes de tremblement furent étudiés et analysés par Garcia & Kumagai (inédit), interprétés comme le résultat de processus complexes de résonance de structures verticales dans un système au comportement similaire à celui d’un geyser et en relation directe avec le système hydrothermal. À partir de novembre 2005 on observe un accroissement de l’activité sismique, qui devient plus évident à partir d’octobre 2006, pour ensuite descendre à la fin de 2008 et de nouveau montrer une légère recrudescence au début de 2009, et finalement retourner à des niveaux bas à partir du milieu de 2010.